# European Journal of Histochemistry
European Journal of Histochemistry  is een internationaal, aan collegiale toetsing onderworpen open access wetenschappelijk tijdschrift op het gebied van de celbiologie. De naam wordt in literatuurverwijzingen meestal afgekort tot Eur. J. Histochem. Het wordt uitgegeven door PagePress Publications namens de Società italiana di istochimica en verschijnt 4 keer per jaar. Het eerste nummer verscheen in 2003.